# Чистотел большой
Чистоте́л большо́й (лат. Chelidónium május) — вид двудольных растений рода Чистотел (Chelidonium) семейства Маковые (Papaveraceae). Таксономическое название дано Карлом Линнеем в 1753 году.

## Ботаническое описание

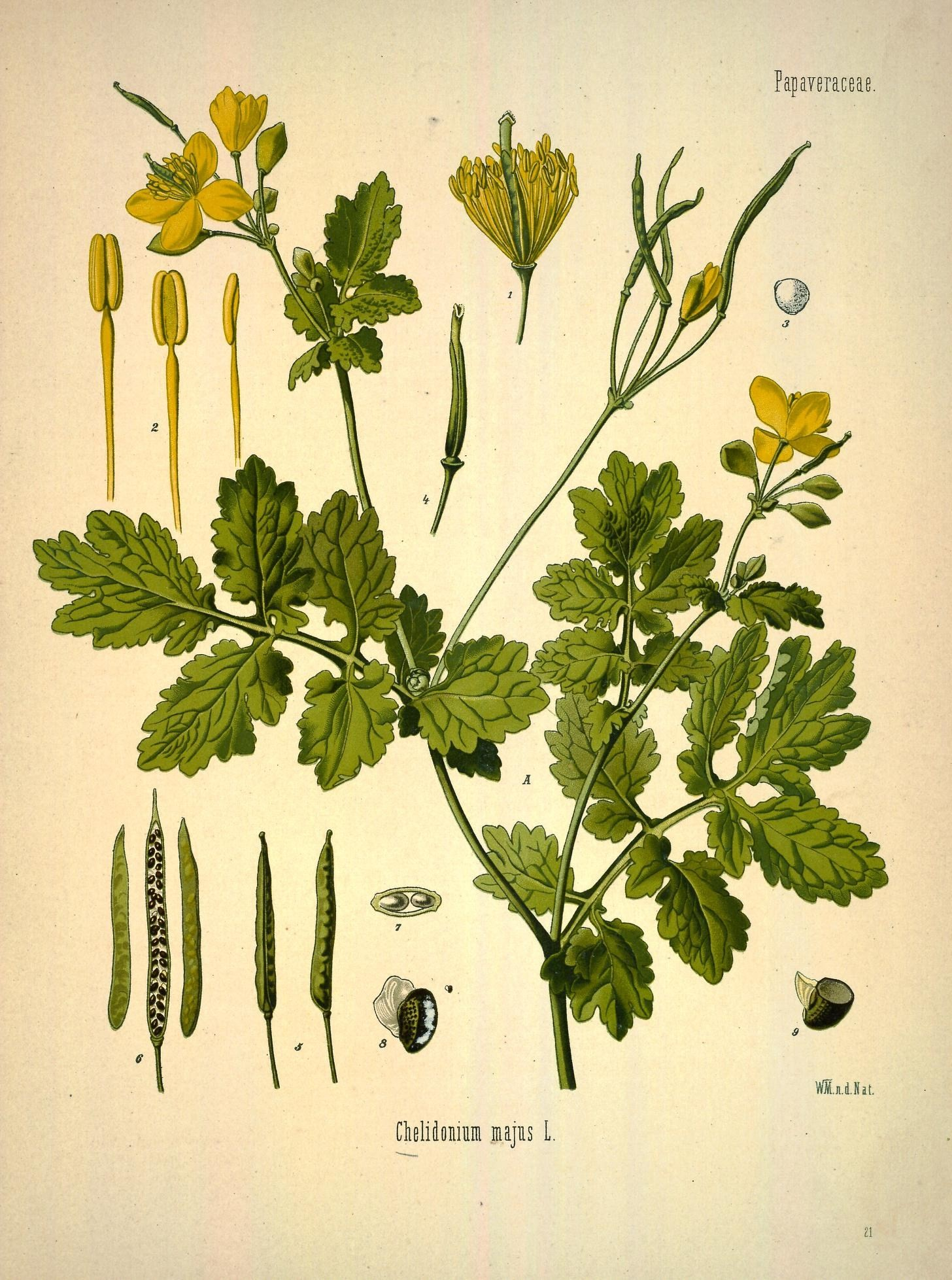

Растения чистотела большого имеют прямой, ветвистый стебель высотой 50—100 см, на изломе выделяющий капли густого млечного сока, который на воздухе немедленно окрашивается в оранжево-красный цвет.
Прикорневые листья черешковые, глубокоперистораздельные, имеют три — пять пар округлых или яйцевидных долей. Верхняя доля более крупная, обычно трёхлопастная; листья сверху зелёные, снизу сизоватые. Верхние листья сидячие.
Цветки правильные, золотисто-жёлтые, собраны в простой зонтик, каждый цветок состоит из четырёх лепестков длиной около 1 см. Чистотел не имеет нектарников, но привлекает к себе насекомых обилием пыльцы. Цветёт с мая по август.
Формула цветка: {\displaystyle \ast K_{2}\;C_{4}\;A_{\infty }\;G_{({\underline {2}})}}({\displaystyle \ast K_{2}\;C_{2+2}\;A_{\infty }\;G_{({\underline {2}})}}).
Плод — многосемянная стручковидная коробочка. Семена небольшие, чёрные, блестящие с белым гребневидным придатком, похожи на элайосомы, чем привлекают муравьёв, распространяющих эти семена (мирмекохория).

## Распространение и экология
В природе произрастает в Европе и в Средиземноморье, распространён также в Америке, куда был завезён в 1672 году колонизаторами как лекарство от бородавок.
Натурализовался повсюду в мире в зоне умеренного климата.
В России как сорняк растёт по всей территории, кроме Арктики.

## Хозяйственное значение и применение
Чистотел считался лекарственным растением ещё у древних римлян. В качестве лекарственного сырья используется трава чистотела (лат. Herba Chelidonii), которую заготавливают в фазу цветения и быстро сушат при температуре 50—60 °C. Сырьё используют в виде 5%-го водного настоя как желчегонное и бактерицидное средство при заболеваниях печени и жёлчного пузыря.
Сок чистотела в народной медицине применяется для удаления бородавок, сухих мозолей, папиллом и некоторых других кожных образований. На основе сока делают лекарственные препараты с теми же свойствами.
На основе смеси алкалоидов чистотела изготовляется цитотоксический препарат «украин», применяемый в терапии злокачественных заболеваний в странах СНГ.
Ибн Сина писал, что чистотел большой полезно жевать при зубной боли, «…выжатый сок очень помогает обострить зрение и свести воду (катаракту) и бельмо перед зрачком». В современной медицине чистотел при данных болезнях не применяется, так как он очень ядовит.
Порошок и настой травы применяют как инсектицид.
Надземные органы употребляют в ветеринарии для лечения ран и кожных заболеваний.
Жирное масло семян чистотела предохраняет металл от коррозии. Сок травы используют для чернения и травления металлов.
Из травы получают жёлтую краску. Чистотел с квасцами окрашивает шерсть в красно-жёлтый цвет.
Считают, что чистотел может быть источником люминесцентного красителя биологических объектов. Так, экстракт из него превосходит красители примулин и эритрозин, которые применяются в микробиологической промышленности.
На Украине травой чистотела парили кувшины и горшки, чтобы молоко не прокисало. При этом проявлялось бактерицидное и фунгицидное действие травы на микроорганизмы, поэтому там за чистотелом закрепились названия — глекопар, гледишник, сметанник.

## Химический состав
Растение ядовито, содержит изохинолиновые алкалоиды, производные бензофенантридина: гомохелидонин, хелеритрин, хелидонин, сангвинарин, протопин и другие (свыше 20 алкалоидов). Хелидонин — алкалоид, близкий по строению к папаверину и морфину. Гомохелидонин — судорожный яд, сильный местный анестетик. Хелеритрин обладает местнораздражающим действием; сангвинарин оказывает кратковременное наркотическое действие с последующим развитием стрихниноподобных судорог, возбуждает перистальтику кишечника и секрецию слюны, местно вызывает раздражение с последующей анестезией. Протопин уменьшает реактивность вегетативной нервной системы, тонизирует гладкую мускулатуру матки.
В чистотеле обнаружены также следы эфирного масла, много аскорбиновой кислоты (до 1000 мг%), каротин, флавоноиды, сапонины, горечи, органические кислоты: хелидоновая, яблочная, лимонная и янтарная, смолистые вещества. Трава обладает бактерицидными свойствами.
Скотом чистотел большой не поедается: вызывает отравление, сильное воспаление желудка и кишечника. Например свиньи, съев чистотел, не только теряют силы, но и заметно глохнут. Безвреден чистотел только для пятнистых оленей.
Высушивание не уничтожает ядовитых свойств чистотела большого, вызывающих угнетение и паралич центральной нервной системы. Наблюдались единичные случаи отравления коз и свиней чистотелом

## Классификация

### Таксономическое положение
- Chelidonium majus L., 1753, Sp. Pl. : 505

Вид Чистотел большой входит в род Чистотел (Chelidonium), который включается в трибу Чистотеловые (Chelidonieae) подсемейства Маковые (Papaveroideae) семействa Маковые (Papaveraceae) порядка Лютикоцветные (Ranunculales), последовательно входящего в более крупные клады Эвдикоты → Цветковые растения. Таксономическая схема в соответствии с Системой APG IV по состоянию на декабрь 2023 года:
|  |                          |  |                                   |                                   |                   |  | еще 6 семейств | еще 6 семейств |                      |  |  |  | еще 1 подтвержденный вид и 3 таксона в статусе "неподтвержденных" |
|  |                          |  |                                   |                                   |                   |  | еще 6 семейств | еще 6 семейств |                      |  |  |  | еще 1 подтвержденный вид и 3 таксона в статусе "неподтвержденных" |
|  |                          |  |                                   | порядок Лютикоцветные             |                   |  |                |                | род Чистотел         |  |  |  |                                                                   |
|  |                          |  |                                   | порядок Лютикоцветные             |                   |  |                |                | род Чистотел         |  |  |  |                                                                   |
|  | клада Цветковые растения |  |                                   |                                   | семейство Маковые |  |                |                | вид Чистотел большой |  |  |  |                                                                   |
|  | клада Цветковые растения |  |                                   |                                   | семейство Маковые |  |                |                |                      |  |  |  |                                                                   |
|  |                          |  | ещё 63 порядка цветковых растений | ещё 63 порядка цветковых растений |                   |  |                | еще 45 родов   | еще 45 родов         |  |  |  |                                                                   |
|  |                          |  |                                   | ещё 63 порядка цветковых растений |                   |  |                |                | еще 45 родов         |  |  |  |                                                                   |

### Синонимы
- Chelidonium haematodes Moench
- Chelidonium laciniatum Mill.
- Chelidonium laciniatum var. fumariifolium DC.
- Chelidonium luteum Gilib.
- Chelidonium majus f. laciniatum Schube
- Chelidonium majus f. majus
- Chelidonium majus f. quercifolium (Willemet) Fast
- Chelidonium majus subsp. laciniatum (Mill.) Domin
- Chelidonium majus var. fumariifolium (DC.) K.Koch
- Chelidonium majus var. grandiflorum DC.
- Chelidonium majus var. laciniatum (Mill.) Lam. & DC.
- Chelidonium majus var. laciniatum Roth
- Chelidonium majus var. pleniflorum Lawalrée
- Chelidonium majus var. plenum Latourr.
- Chelidonium majus var. tenuifolium Lilj.
- Chelidonium murale P.Renault
- Chelidonium olidum Tarscher. ex Ott
- Chelidonium quercifolium Willemet
- Chelidonium ruderale Salisb.
- Chelidonium umbelliferum Stokes

| Общий вид | Млечный сок на изломе стебля | Листья | Цветки | Плоды — стручковидные коробочки |